# Liste von Persönlichkeiten der Stadt Schwerin
Diese Liste enthält eine chronologische Aufführung in Schwerin geborener Persönlichkeiten sowie eine Aufzählung von Personen, die mit der Stadt in Verbindung stehen. Die Liste erhebt keinen Anspruch auf Vollständigkeit.

## Söhne und Töchter der Stadt

### 16.–17. Jahrhundert

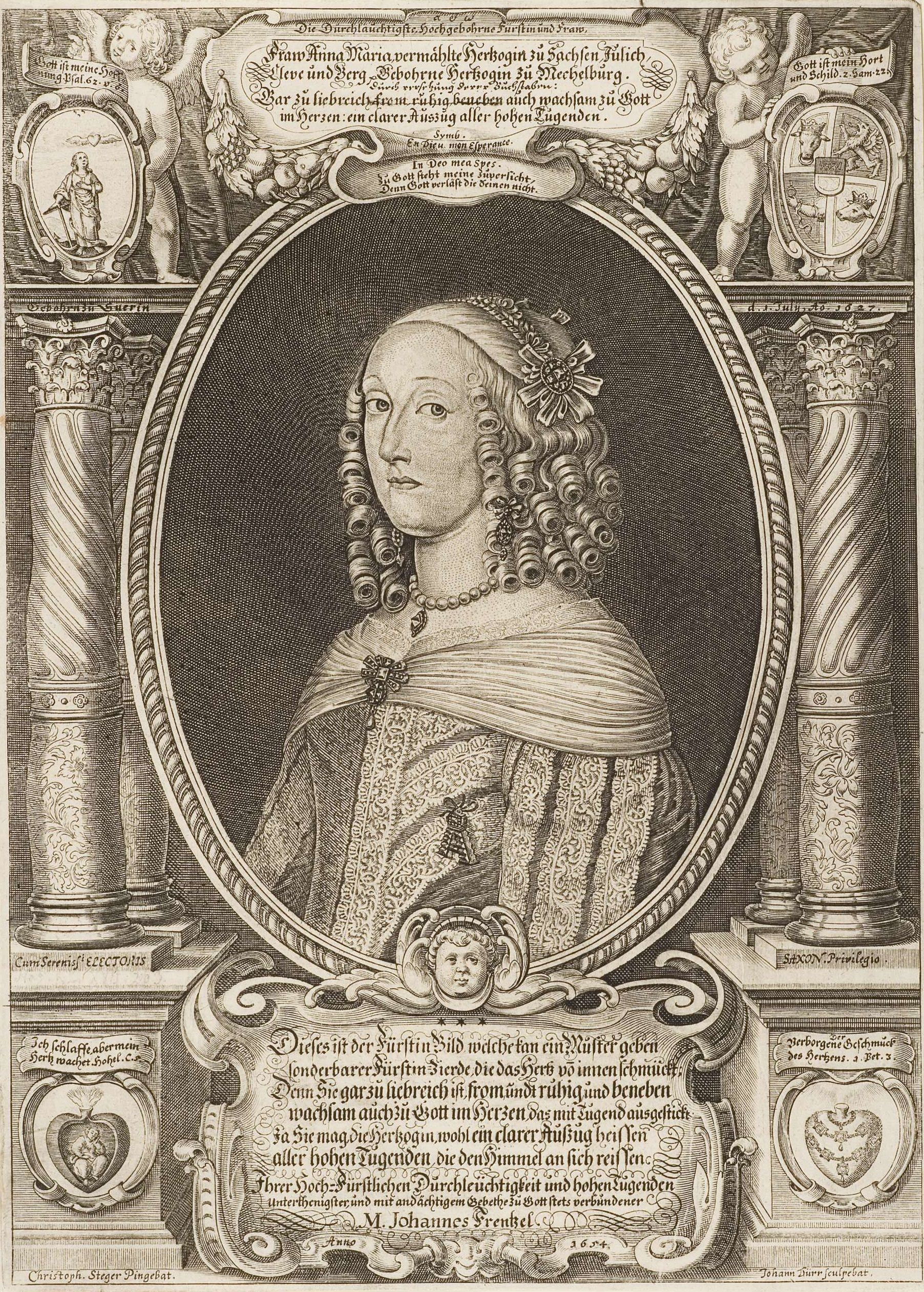
Anna Maria von Mecklenburg (1627–1669)

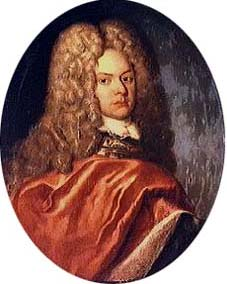
Karl Adolf von Plessen (1678–1758)

- Philipp (1514–1557), Herzog zu Mecklenburg [-Schwerin]
- Ulrich (1527–1603), Herzog zu Mecklenburg
- Simon Pauli der Ältere (1534–1591), lutherischer Theologe
- Thomas Mancinus (1550 – um 1612), Komponist und Hofkapellmeister
- Friedrich Molinus (* im 16. Jahrhundert, † 1655), herzoglicher Vogt und Obristleutnant
- Sigismund August von Mecklenburg (1560–1600), Herzog zu Mecklenburg
- Ulrich von Wackerbarth (* vor 1573, vermutlich 1659), Domherr, ständischer Landrat in Sachsen-Lauenburg und der letzte Domdechant in Schwerin
- Adolf Friedrich I. (1588–1658), Herzog zu Mecklenburg
- Christian (Ludwig) I. (1623–1692), Herzog zu Mecklenburg [-Schwerin]
- Karl, Herzog zu Mecklenburg [-Schwerin] (1626–1670), Domherr zu Straßburg
- Anna Maria von Mecklenburg (1627–1669), Titular-Herzogin zu Mecklenburg
- Laurentius Gutzmer (1636–1703), evangelisch-lutherischer Geistlicher, Dompropst am Ratzeburger Dom
- Friedrich zu Mecklenburg (1638–1688), apanagierter Prinz in Grabow
- Christoph Joachim Nicolai von Greiffencrantz (1649–1715), Diplomat und Genealoge
- Justus Ludwig Olthoff (1659–1720), Bürgermeister von Stralsund, Landrat und Regierungsrat
- Hans Jacob Faber (1665–1729), Hamburger Bürgermeister
- Christian Ludwig Scheel von Plessen (1676–1752), Geheimer Rat im Dänischen Konseil
- Karl Adolf von Plessen (1678–1758), Hofmarschall, Oberkämmerer und Geheimer Rat beim Dänischen Hof
- Ernst Joachim Westphal (1700–1759), Holsteinischer Kabinettsminister

### 18. Jahrhundert

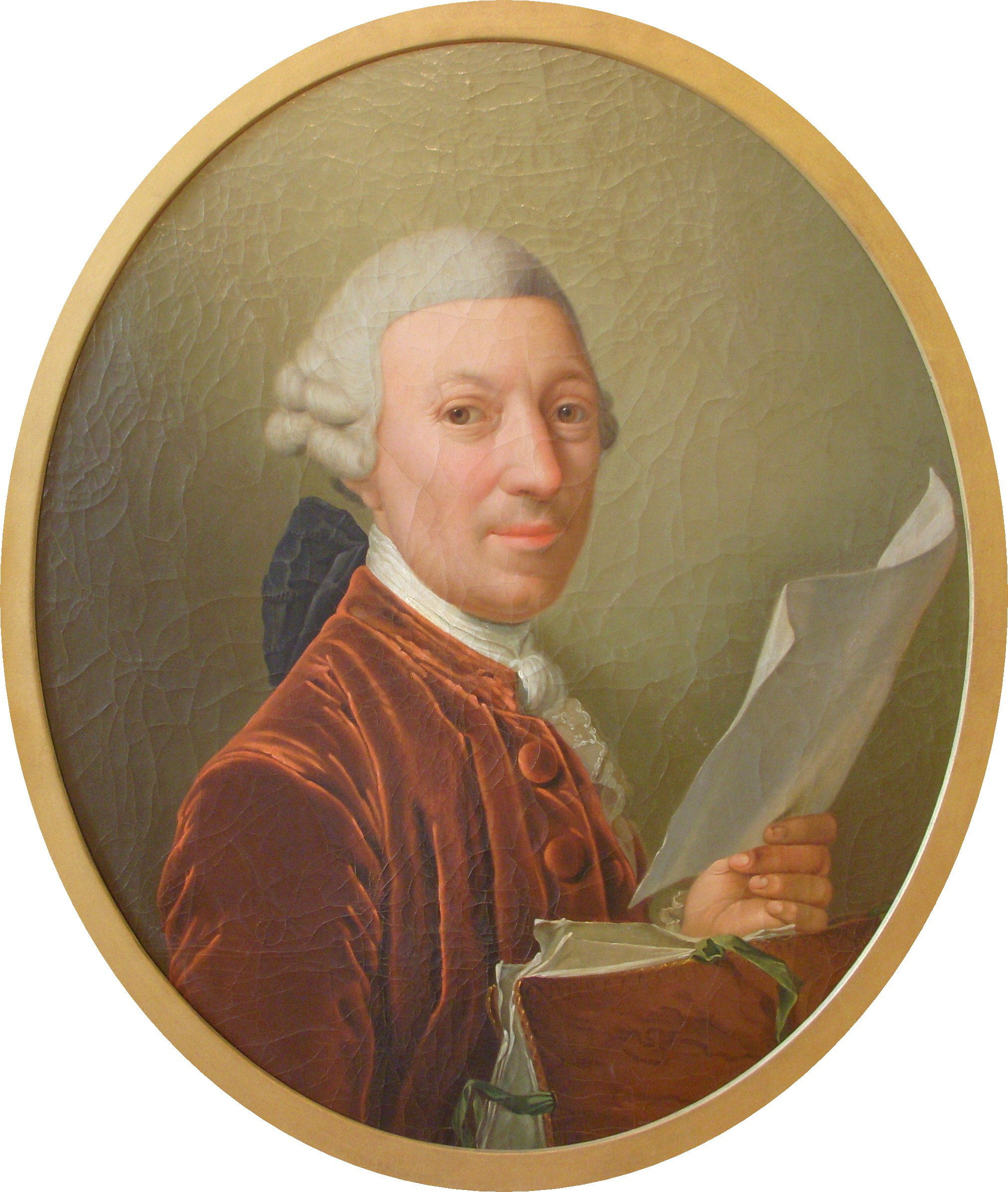
Johann Joachim Busch (1720–1802)

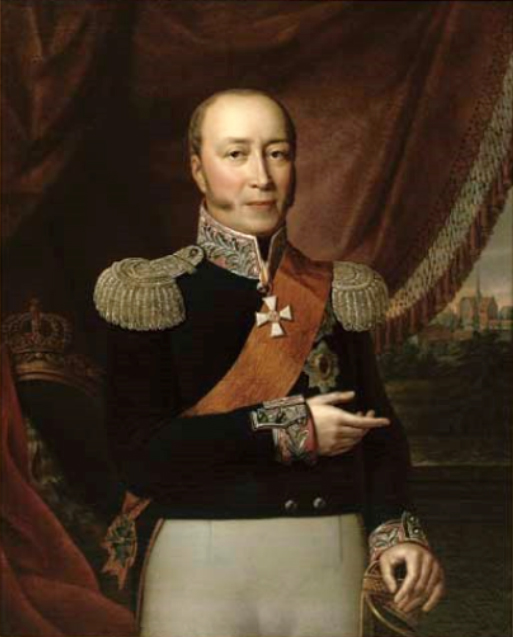
Großherzog Friedrich Franz I. (1756–1837)

- Konrad Ernst Ackermann (1712–1771), Schauspieler
- Friedrich der Fromme (1717–1785), Herzog zu Mecklenburg [-Schwerin]
- Johann Joachim Busch (1720–1802), Architekt
- Simon Gabriel Suckow (1721–1786), Hochschullehrer in Erlangen
- Lorenz Johann Daniel Suckow (1722–1801), Naturforscher
- Georg Joachim Mark (1726–1774), lutherischer Theologe und Bibliothekar
- Carl Friedrich Evers (1729–1803), Jurist, Archivar und Numismatiker
- Diederich Georg Babst (1741–1800), Schriftsteller
- Johann August von Starck (1741–1816), Theologe und Freimaurer
- Johann Heinrich Suhrlandt (1742–1827), Hofmaler der mecklenburgischen Herzöge
- Friedrich Ludwig Schröder (1744–1816), Schauspieler, Theaterdirektor und Dramatiker
- Christian Friedrich Krüger (1753–1840), Staatsminister
- Christian Ludwig Seehas (1753–1802), Maler
- Bernhard Friedrich von Bassewitz (1756–1816),  Mecklenburg-Schwerinscher Geheimerratspräsident
- Friedrich Franz I. (1756–1837), Großherzog von Mecklenburg [-Schwerin]
- Joseph Aaron (* im 18. Jahrhundert; † 1830), Medailleur und Stempelschneider
- Johann Jacob Heinrich Westphal (1756–1825), Organist, Lehrer und Musiksammler
- Johann Jürgen Busch (1758–1820), Bildhauer
- Sophie Friederike von Mecklenburg (1758–1794), Prinzessin von Dänemark
- Christoph David Anton Martini (1761–1815), evangelischer Theologe und Hochschullehrer
- Christlieb Georg Heinrich Arresto (1768–1817), Schauspieler und Dichter
- Karl Albert von Kamptz (1769–1849), Jurist und preußischer Staats- und Justizminister
- Johann Hermann Kuetemeyer (1769–1854), Hof- und Lehnrat, Gründer der nach ihm benannten Schweriner Stiftung
- Johann Hermann Becker (1770–1848), Mediziner, Badearzt in Doberan
- Friedrich Burmeister (1771–1851), Theaterschauspieler und Sänger
- Gustav von Both (1772–1835), preußischer Offizier
- Johann Christian Krampe (1774–1849), Opernsänger, Theaterschauspieler, -regisseur und -leiter
- Christian Georg Evers (1776–1835), Archivar und Numismatiker
- Otto Kychenthal (1777–1841), Apotheker, Unternehmer und Steuereinnehmer
- Luise Charlotte zu Mecklenburg (1779–1801), Erbherzogin von Sachsen-Gotha-Altenburg
- Johann Georg Barca (1781–1826), Hofbaumeister
- Johann Georg Wachenhusen (1781–1833), Offizier und Publizist
- Carl Christoph von Bassewitz (1784–1837),  Mecklenburg-Schwerinscher Geheimer Kammerrat
- Carl Riemann (1785–1843), lutherischer Geistlicher
- Wilhelm Hennemann (1786–1843), Mediziner, Geheimer Medizinalrat, Namensgeber der Hennemannschen Stiftung
- Adolph Christian Ulrich von Bassewitz (1787–1841), Domherr zu Lübeck, Kammerherr
- Gottlieb Nagel (1787–1827), Befreiungskämpfer, Dichter und Pädagoge
- Gottlieb Schnelle (1789–1815), Jurist und Kämpfer in den Befreiungskriegen
- Heinrich von Bülow (1792–1846), preußischer Staatsmann
- Johann Friedrich Christoph Meyer (1792–1852), Pädagoge
- Peter Friedrich Rudolf Faull (1793–1863), Verwaltungsjurist und Begründer der Statistik in Mecklenburg
- Johann Heinrich Westphal (1794–1831), Privatgelehrter, Astronom und Schriftsteller
- Ludwig Bartning (1799–1864), Architekt und Baubeamter
- Eduard von Müller (1799–1885), preußischer Generalleutnant
- Johann Ritter (1799–1880), Geistlicher, Landwirt und Politiker

### 19. Jahrhundert

#### 1801–1825

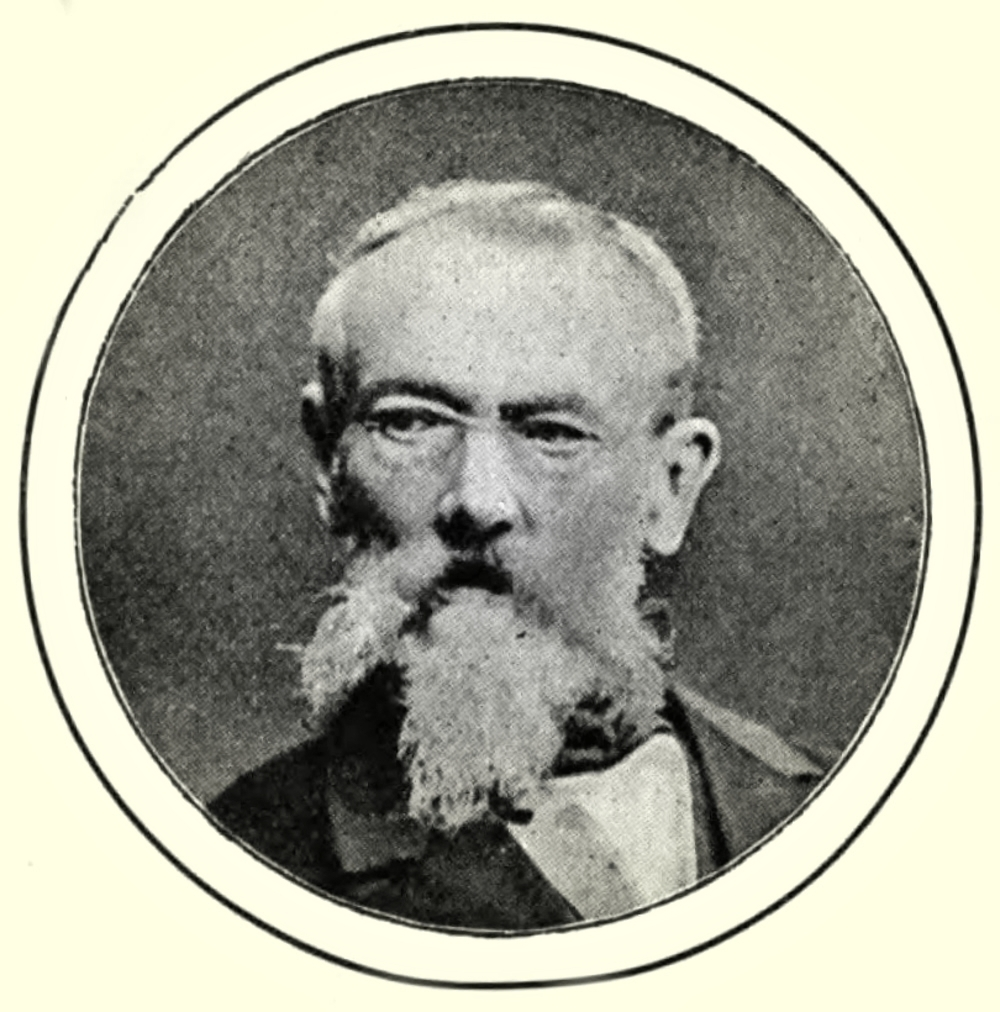
Theodor Schloepke (1812–1878)

- Jasper von Oertzen (1801–1874), Verwaltungsjurist, Diplomat und Ministerpräsident von Mecklenburg-Schwerin
- Albrecht Bartsch (1802–1860), evangelisch-lutherischer Geistlicher und Heimatforscher
- Samuel Schnelle (1803–1877), Jurist, Gutsbesitzer und Politiker
- Carl Kürschner (1804 – nach 1851), Buchhändler, Verleger und Mitglied der Mecklenburgischen Abgeordnetenversammlung
- Friedrich Paschen (1804–1873), Geodät und Astronom
- Eduard Mantius (1806–1874), Sänger, Komponist und Gesangslehrer
- Theodor Klett (1808–1882), Gartenarchitekt
- Carl Rettberg (1808–1883), Maler und Fotograf
- Bernhard Heinrich Wehmeyer (1809–1880), Jurist und Politiker
- Friedrich Weigel (1809 – nach 1854), Drucker, Buchhändler, Verleger und Politiker
- Theodor Schloepke (1812–1878), Maler und Illustrator
- Gustav Siedenburg (1813 – nach 1857), Theologe, Pädagoge, Journalist und Politiker
- Henning von Bassewitz (1814–1885), Staatsminister und Mitglied des Konstituierenden Reichstags des Norddeutschen Bundes
- Friedrich Jentzen (1815–1901), Maler und Lithograf
- Carl Krüger (1815–1883), Advokat und Politiker
- Adolf Friedrich von Schack (1815–1894), Dichter, Kunst- und Literaturhistoriker
- Conrad Hoff (1816–1883), Maler
- Theodor Fischer (1817–1873), Maler
- Eduard Hobein (1817–1882), Jurist, Schriftsteller und Herausgeber
- Theodor Krüger (1818–1885), Architekt
- Julius von Wickede (1819–1896), Offizier, Journalist und Schriftsteller
- Georg Stern (1820–1876), Architekt, Bibliothekar, Kunstsammler und Stifter
- Carl Nipperdey (1821–1875), klassischer Philologe
- Julius Polentz (1821–1869), Pädagoge, Dichter und Redakteur
- August Moeller (1822–1882), Bürgermeister von Schwerin und Mitglied des Deutschen Reichstags

- Karl Christian Heinrich Westphal (1824–1890), Jurist, Bürgermeister von Schwerin und Reichstagsabgeordneter

#### 1826–1850

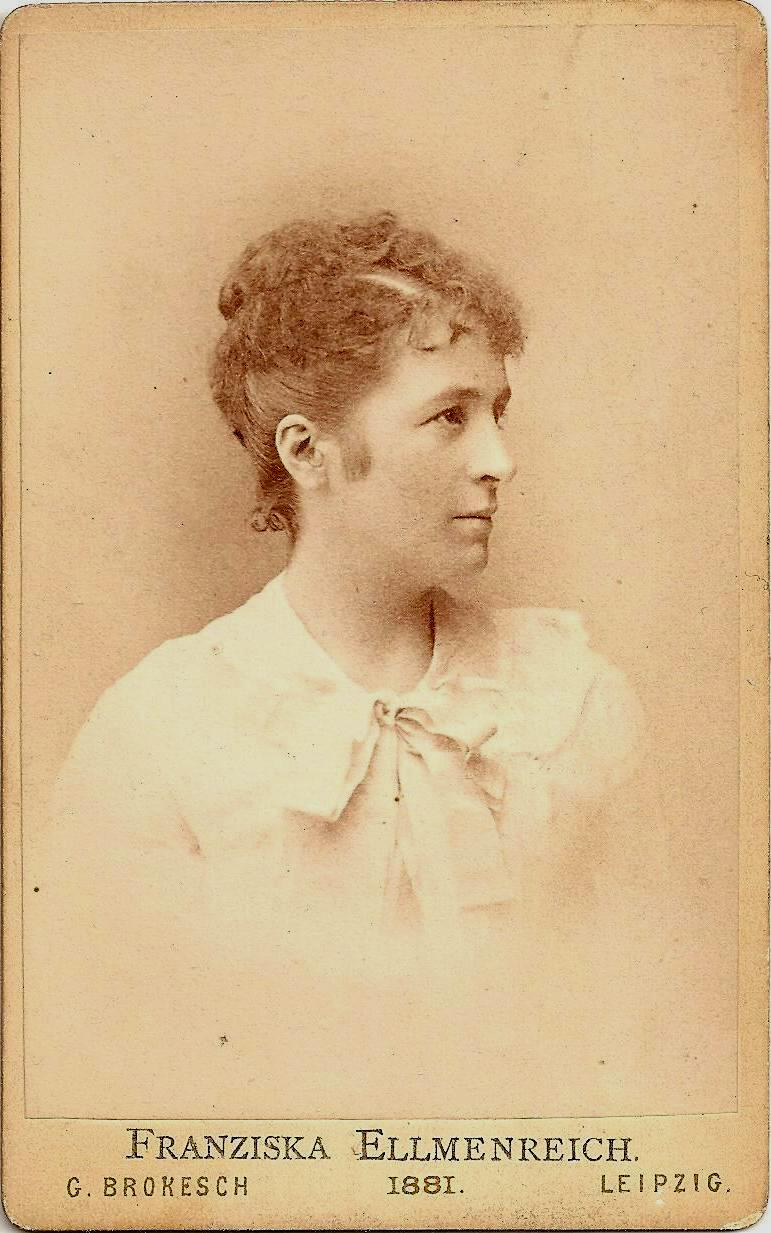
Franziska Ellmenreich (1847–1931)

- Friedrich (Ludwig Theodor) Friese (1827–1896; Friese III), Orgelbauer
- Carl Zierke (1828–1865), Auswanderer, Dakota-Kriegsteilnehmer, Landwirt in Cottonwood County in Minnesota, Namensgeber eines lokalen Parks[1]
- Karl Lemcke (1831–1913), Kunsthistoriker, Liedtexter, Rektor an der Universität Stuttgart
- Louis von Lützow (1831–1882), preußischer Generalmajor
- Emil Schneider (1832–1896), Theaterschauspieler
- Friedrich Kittel (1833–1914), Jurist und Verwaltungsbeamter im Großherzogtum Mecklenburg-Schwerin
- August Westphal (1834–1890), Landwirt, Gutspächter und Mitglied des Deutschen Reichstags
- Karl Paschen (1835–1911), Marineoffizier
- Gustav Brüning (1835–1882), Jurist und Konsul
- Friedrich Büsing (1835–1892), Politiker, Reichstagsabgeordneter
- Rudolf Brunnengräber (1836–1897), Senator und Fabrikbesitzer
- Johanna Willborn (1838–1908), Pädagogin und Schriftstellerin
- Louis Ellmenreich (1839–1912), Schauspieler und Regisseur sowie Theaterdirektor
- August Kundt (1839–1894), Physiker
- Julius Herz (1841–1898), Komponist, Organist und Musiklehrer
- Carl Haack (1841–1908), Fotograf
- Eduard Francke (1842–1917), Jurist und Politiker, Mitglied des Deutschen Reichstags
- Wilhelm Herbst (1842–1917), Zahnarzt, Unternehmer, Pionier der Zahnheilkunde
- Ludwig Clewe (1843–1912), Bauunternehmer und Architekt
- Carl Wüstnei (1843–1902), Eisenbahnbaurat sowie Ornithologe
- Hans von Koester (1844–1928), Marineoffizier
- Marie Hankel (1844–1929), Esperanto-Dichterin
- Eduard Rabe (1844–1920), Senator
- Minna Stocks (1846–1928), Landschafts- und Tiermalerin
- Carl Beyer (1847–1923), Pfarrer, Schriftsteller und Historiker
- Franziska Ellmenreich (1847–1931), Schauspielerin
- Paul Holdheim (1847–1904), Jurist und Mitglied des Provinziallandtages der Provinz Hessen-Nassau
- Carl Schmidt (1848–1912), Kirchenjurist, Geheimer Oberkirchenrat

#### 1851–1875

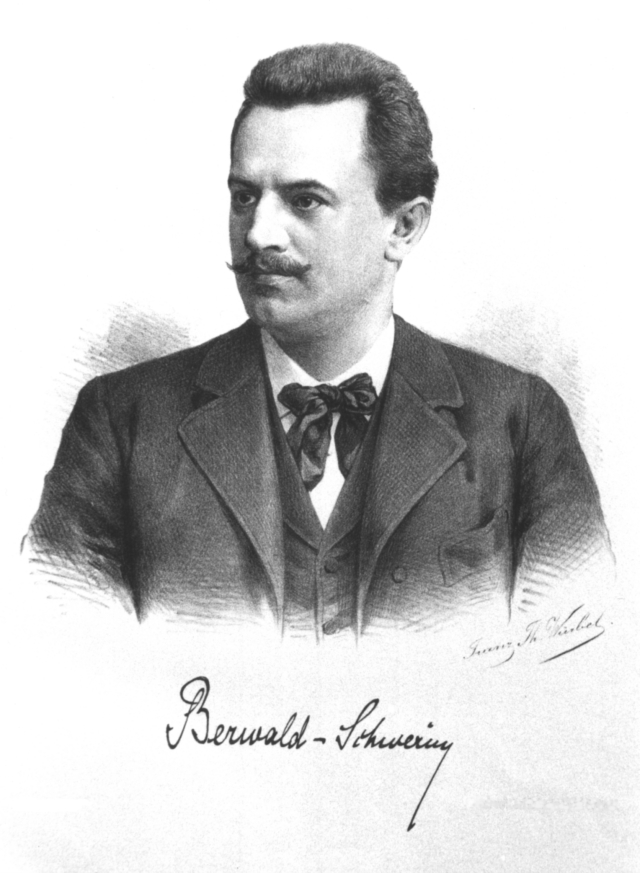
Hugo Berwald (1863–1937)

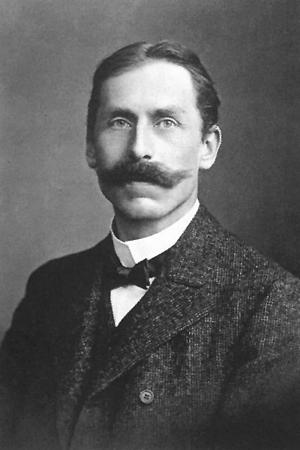
Friedrich Paschen (1865–1947)

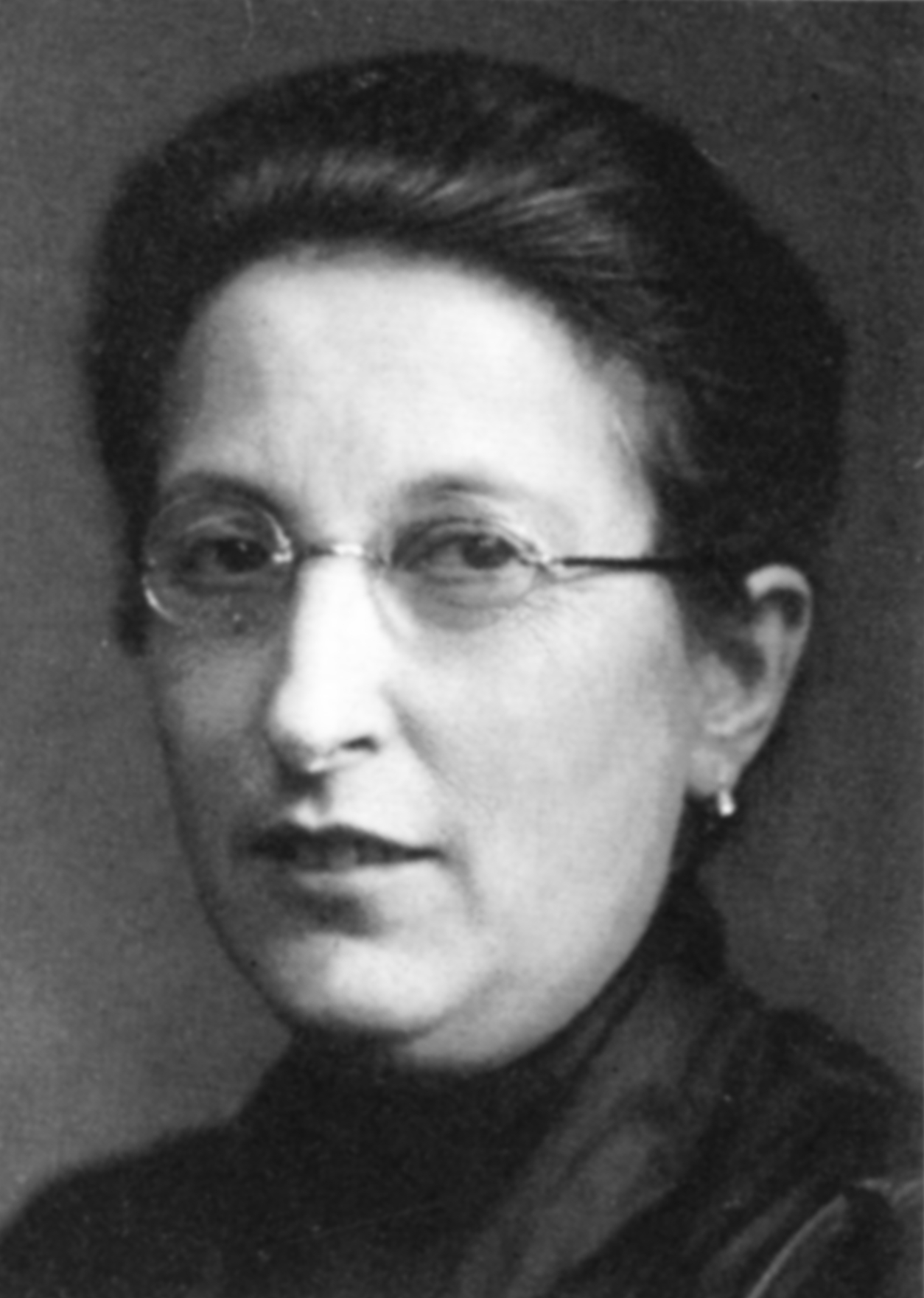
Martha Goldberg (1873–1938)

- Wilhelm von Bernstorff (1851–1912), Verwaltungsjurist und Amtshauptmann
- Leopold von Buch (1852–1919), preußischer Generalmajor und Kommandeur der 22. Kavallerie-Brigade
- Robert Kluth (1853–1921), deutschamerikanischer Maler der Düsseldorfer Schule
- Felix Löwenthal (1853–1929), Rechtsanwalt und Parlamentarier
- Ludwig Müffelmann (1853–1927), Freimaurer, Journalist und Schriftsteller
- Carl von Bassewitz-Levetzow (1855–1921), Präsident des Staatsministeriums des Großherzogtums Mecklenburg-Schwerin
- Gustav Brückner (1855–1925), Richter
- Paul Moeller (1855–nach 1903), Architekt und Kaiserlicher Marine-Hafenbaumeister
- Sophie von Scheve (1855–1925), Malerin
- Johann Albrecht, Herzog zu Mecklenburg (1857–1920), Regent von Braunschweig und Mecklenburg-Schwerin
- Ida Maria von Conring (1858–1928), Schriftstellerin
- Friedrich Klockmann (1858–1937), Mineraloge
- Friedrich von Nettelbladt (1859–1894), Verwaltungsjurist und Afrika-Reisender
- Otto Weltzien (1859–1942), Jurist, Bürgermeister von Schwerin
- Wilhelm Dröscher (1860–1939), Statistiker
- Heinrich Friese (1860–1948), Entomologe und Bienenforscher
- Felix von Stenglin (1860–1941), Schriftsteller
- Heinrich Cunow (1862–1936), Völkerkundler, Redakteur und Politiker (SPD)
- Emil Pahren (1862–1925), Opernsänger
- Ernst Hugo von Stenglin (1862–1914), königlich-preußischer Hauptmann und Kunstmaler
- Ernst von Wrisberg (1862–1927), General und Direktor der Allgemeinen Preußischen Kriegsdepartements
- Hugo Berwald (1863–1937), Bildhauer
- Hans Hager (1863–1910), Politiker
- Otto von Koppelow (1863–1942), preußischer Offizier
- Vicco von der Lühe (1863–1952), preußischer Generalmajor
- Emil Sarnow (1863–1950), Bibliothekar
- Sophie Charlotte von Sell (1864–1941), Schriftstellerin
- August Wiegand (1864–1945), Theologe
- William Henry Berwald (1864–1948), US-amerikanischer Musikpädagoge, Dirigent und Komponist
- Friedrich von Mettenheim (1864–1932), preußischer Verwaltungsjurist und Landrat
- Anna Ahrens (1865 – nach 1913), Schriftstellerin
- Friedrich Paschen (1865–1947), Physiker
- Käthe Rieken (1865–1917), Archäologin
- Ludwig Hamann (1867–1929), Schriftsteller, Journalist und Verleger
- Heinrich von Mettenheim (1867–1944), Kinderarzt
- Heinrich Becker (1868–1922), erster deutscher Architekt in China
- Franz Feldmann (1868–1937), Politiker, Reichstagsabgeordneter (SPD)
- Gustav Berling (1869–1943), Ingenieur und Erfinder
- Elsa Jäger (1869–nach 1898), Theaterschauspielerin
- Carl Krack (1869–1944), Architekt
- Paul Bernardelli (1870–1953), Maler, Zeichner, Kunstgewerbler und Lehrer
- Frieda Bohnsach (um 1870–nach 1902), Opernsängerin und Theaterschauspielerin
- Paul Hager (1870–nach 1930), Politiker
- Friedrich Wilhelm, Herzog zu Mecklenburg [-Schwerin] (1871–1897), Seeoffizier
- Adolf Friedrich, Herzog zu Mecklenburg [-Schwerin] (1873–1969), Afrikareisender, Kolonialpolitiker und erster Präsident des Deutschen Olympischen Komitees
- Clara Albrecht (1873–1927), Theaterschauspielerin
- Margarete Detmering (1873–nach 1948), Politikerin (DVP)
- Otto Fedder (1873–1918), Landschaftsmaler
- Martha Goldberg (1873–1938), sozial engagierte Frau, NS-Opfer
- Wilhelm Gaede (1875–1944), Verwaltungsjurist und Landrat
- Georg Schütz (1875–1945), Maler, Illustrator, Werbegrafiker, Karikaturist und Wandmaler
- Hermann Schütz (1875–1953), Maler, Illustrator und Militärzeichner

#### 1876–1900

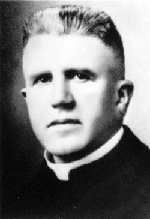
Bernhard Schwentner (1891–1944)

- Heinrich, Herzog zu Mecklenburg [-Schwerin] (1876–1934), Prinz der Niederlande
- Wilhelm Crull (1876–1956), Konsularbeamter
- Bodo von Witzendorff (1876–1943), General der Luftwaffe
- Minna Schröder (1878–1965), Politikerin
- Alexandrine, Herzogin zu Mecklenburg [-Schwerin] (1879–1952), Königin von Dänemark
- Friedrich Franz Brockmüller (1880–1958), Bildhauer
- Hermann Strauß-Olsen (1880–1914), Kaufmann und Schriftsteller
- August Friedrich Bard (1881–1961), evangelischer Priester, Pädagoge und Politiker
- Hans Stoffers (1881–1960), Architekt
- Friedrich Wilhelm von Vietinghoff (1881–1929), Jurist und Diplomat
- Günther Dehn (1882–1970), Theologe und Hochschullehrer
- Munkepunke (1882–1956), Schriftsteller
- Wilhelm Friedrich Loeper (1883–1935), Politiker der NSDAP und Gauleiter von Magdeburg-Anhalt
- Hermann Baranowski (1884–1940), Lagerkommandant zweier deutscher Konzentrationslager während der Zeit des Nationalsozialismus
- Paul Goesch (1885–1940), Maler und Architekt, NS-Opfer
- Cecilie, Herzogin zu Mecklenburg [-Schwerin] (1886–1954), letzte Kronprinzessin des deutschen Kaiserreichs
- Gertrud Zscheked (1886–1970), Landschafts-, Porträtmalerin und Illustratorin
- Anna Marie Floerke (1887–1961), Einbandforscherin
- Jürgen Alexander von Grone (1887–1978), Offizier und Ritter des Ordens Pour le Mérite
- Ewald Dülberg (1888–1933), Maler und Bühnenbildner
- Friedrich Schult (1889–1978), Pädagoge, Dichter, Maler und Grafiker
- Claus Clauberg (1890–1963), Musiker, Musikpädagoge und Komponist
- Carl Garz (1890–1955), Politiker (CDU), Mitglied der Volkskammer der DDR
- Bernhard Schwentner (1891–1944), katholischer Pfarrer und Widerstandskämpfer
- Gertrud Wehl-Rosenfeld (1891–1976), Pianistin und Musikpädagogin
- Karl Bombach (1891–1945), Politiker (NSDAP)
- Hans Lachmund (1892–1972), Jurist, Politiker und Widerstandskämpfer gegen den Nationalsozialismus
- Ilse Schmidt (1892–1964), mecklenburgische Landtagsabgeordnete
- Hermann Schmidt zur Nedden (1893–1973), Verwaltungs- und Kirchenjurist, Mitglied der Deutschen Christen
- Siegfried Martin Winter (1893–1975), Offizier, Auswanderer und Autor
- Wilhelm Gustloff (1895–1936), NSDAP-Führer
- Werner Burmeister (1895–1945), Kunsthistoriker
- Henning Fahrenheim (1895–1966), lutherischer Theologe
- Hans Fleischer (1896–1975), Rezitator und Hörfunksprecher
- Gerd Dettmann (1897–1943), Kunsthistoriker
- Ursula van Diemen (1897–1988), Sängerin und Schauspielerin
- Dagobert Dürr (1897–1947), Journalist und politischer Funktionär (NSDAP)
- Gerhard Wagner (1898–1987), Marineoffizier
- Friedrich Traugott Schmidt (1899–1944), Konteradmiral
- Maria Bard (1900–1944), Schauspielerin
- Elly Beetz (1900–1951), Landschaftsmalerin
- Erich Schmidt (1900–1981), Nationalsozialist im Bereich Propaganda
- Walter Steinfatt (1900–1988), Pädagoge

### 20. Jahrhundert

#### 1901–1925

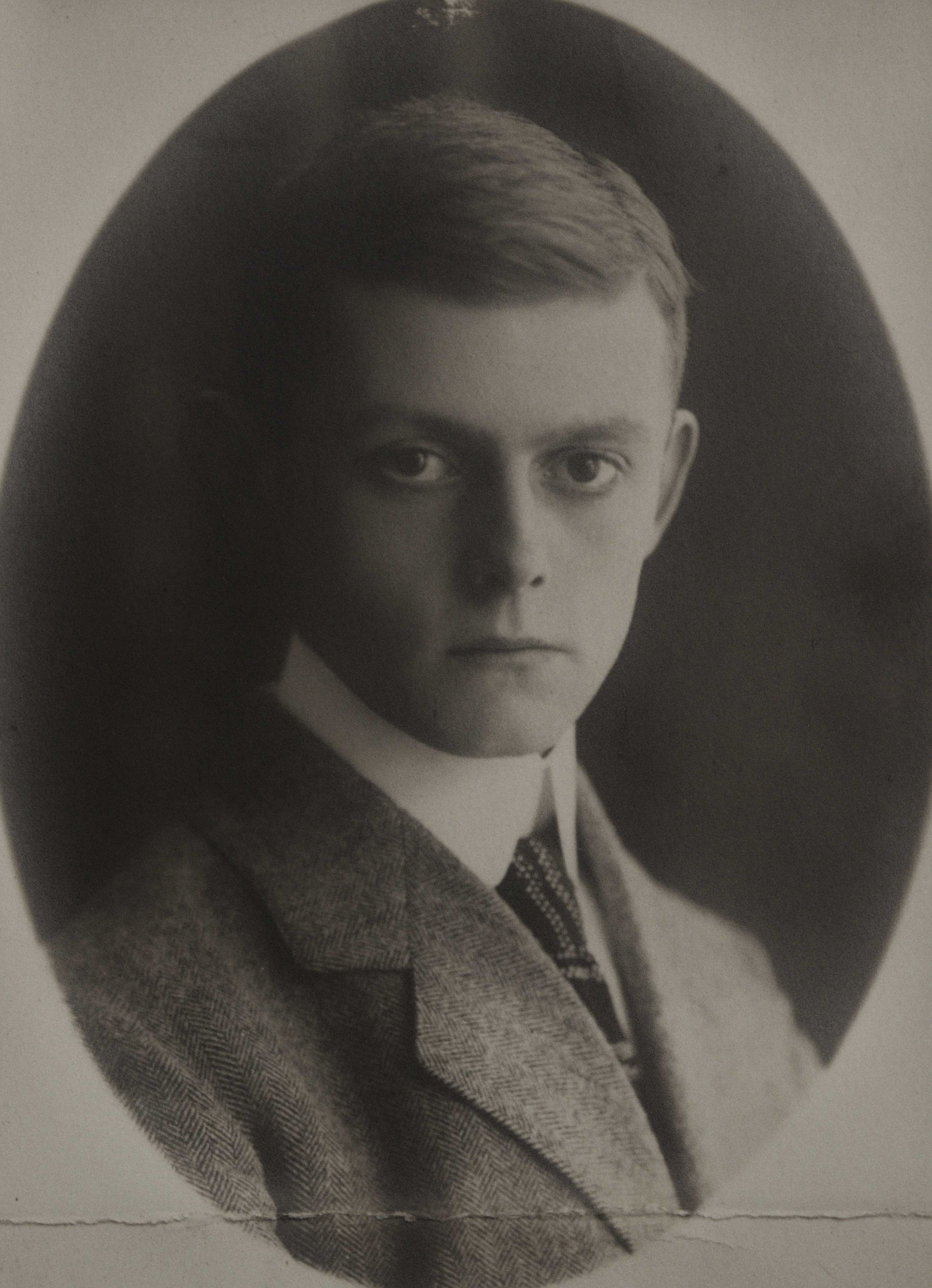
Hermann Krause (1902–1991)

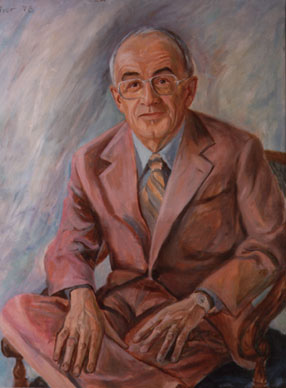
Ludwig Bölkow (1912–2003)

- Maria Besendahl (1901–1983), Film- und Theaterschauspielerin
- Hermann Krause (1902–1991), Rechtswissenschaftler und Hochschullehrer
- Hans Nevermann (1902–1982), Völkerkundler und Reiseschriftsteller
- Paul Reimers (1902–1984), Jurist und Richter am Volksgerichtshof
- Friedrich Tamms (1904–1980), Architekt
- Hans-Achim Holtz (1905–1995), Journalist und Schriftsteller
- Senta Bonacker (1906–1975), Schauspielerin
- Margarete Goldenbaum (1906–1973), Landtagsabgeordnete (KPD/SED)
- Karl-Heinz Kaltenborn (1906–1984), Jurist und Politiker (CDU)
- Rudolf Metzmacher (1906–2004), Cellist
- Franz Niebuhr (1906–1982), Landschaftsmaler
- Franz Engel (1908–1967), Historiker und Archivar
- Walter Julius Haacke (1909–2002), Kirchenmusiker, Musikpädagoge und Musikwissenschaftler
- Hans-Joachim Theil (1909–1985), Dramaturg am Volkstheater Rostock, Mitbegründer der Rügen-Festspiele 1959 und des Mecklenburgischen Folklorezentrums ab 1976
- Ulrich Hotow (1910–1943), Maler und Grafiker
- Herbert Müller-Roschach (1910–1988), Diplomat
- Wolf-Heino Struck (1911–1991), Historiker und Archivar, Leiter des Hauptstaatsarchivs Wiesbaden
- Ludwig Bölkow (1912–2003), Ingenieur und Industrieller
- Jaspar von Oertzen (1912–2008), Schauspieler, Regisseur, Autor und Politiker (ÖDP)
- Hanfried Krüger (1914–1998), evangelisch-lutherischer Theologe, Oberkirchenrat, Ökumeniker und Journalist
- Hansjürgen Rösner (1914–1964), Politiker, Abgeordneter der Volkskammer der DDR
- Gudrun Zapf-von Hesse (1918–2019), Typographin und Buchbinderin
- Marga Heiden (1921–2013), Theaterschauspielerin
- Thea Reichardt (* 1921), Textilkünstlerin
- Joachim Stoltzenburg (1921–2011), Bibliothekar, Direktor der Universitätsbibliothek Konstanz
- Hanno Rund (1925–1993), Mathematiker

#### 1926–1950

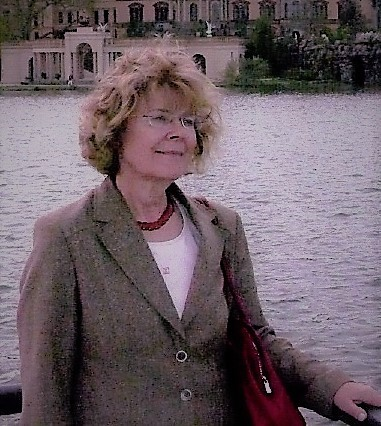
Helga Schultz (1941–2016)

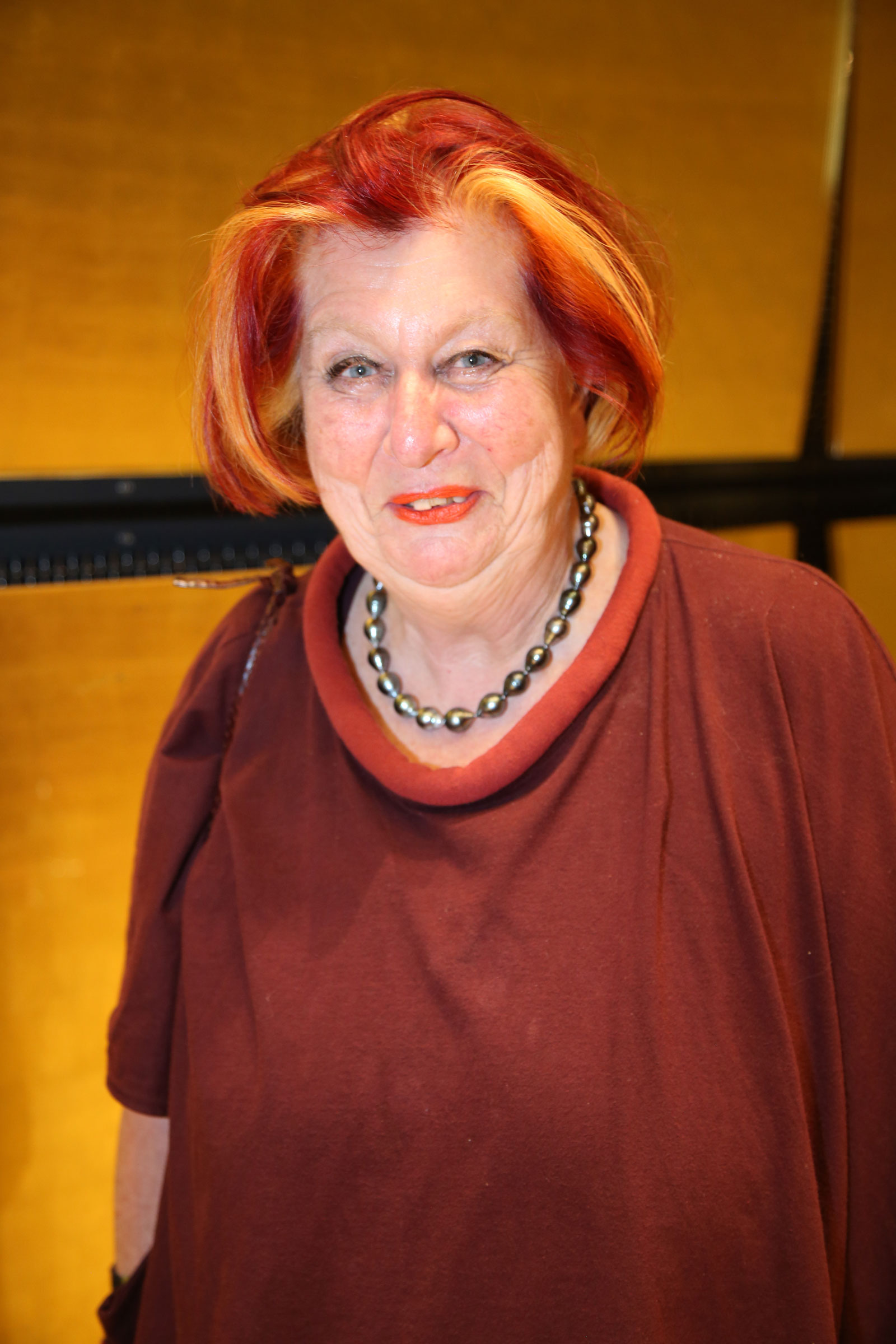
Verena Keller (* 1942)

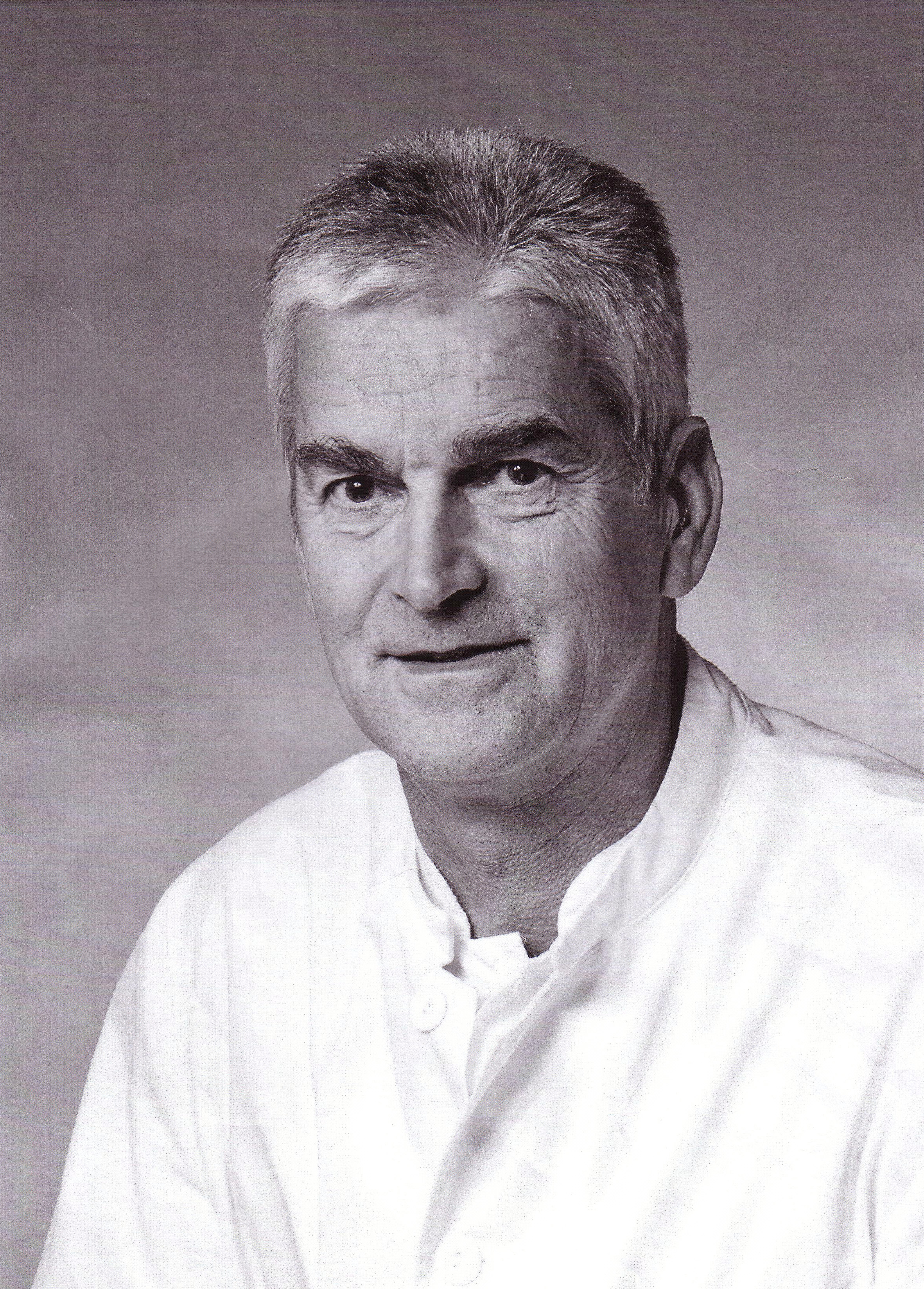
Christoph Eggers (* 1943)

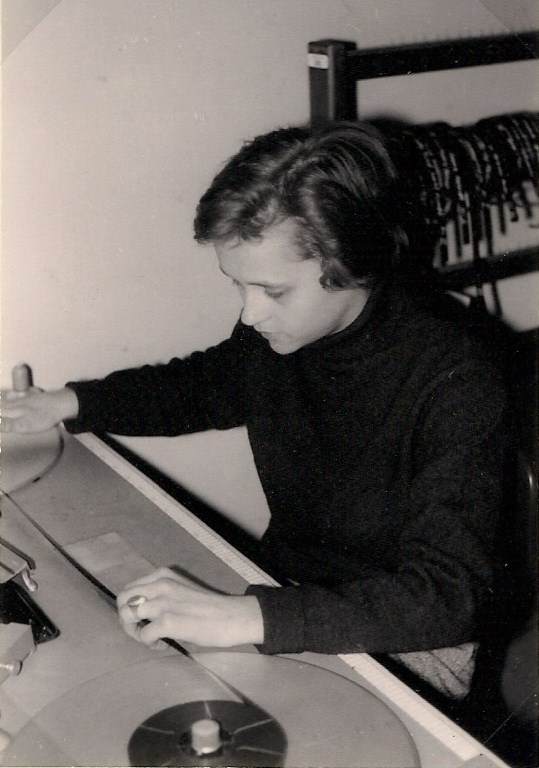
Barbara Hennings (* 1944)

- Gerd Micheel (1926–1996), Schauspieler
- Hans Möller (1926–2008), Parteifunktionär der DDR-Blockpartei NDPD
- Elisabeth Schäfer (* 1926), Politikerin, Volkskammer-Abgeordnete
- Walter Romberg (1928–2014), Politiker (SPD)
- Franz Daebeler (1929–2016), Agrarwissenschaftler und Hochschullehrer
- Jürgen H. Th. Prieß (1929–2016), Verwaltungsjurist und Oberkreisdirektor der niedersächsischen Landkreise Wesermünde und Cuxhaven
- Bruno Benthien (1930–2015), Geograf und Politiker (DDR)
- Horst Gienke (1930–2021), evangelischer Bischof
- Annegret Golding (* 1930), Schauspielerin und Ärztin
- Klaus Jarmatz (* 1930), Germanist
- Hans Helmut Müller (1930–2009), Bühnen- und Kostümbildner, Maler und Grafiker
- Günter Grabbert (1931–2010), Theater- und Filmschauspieler, Rezitator
- Trutz Rendtorff (1931–2016), evangelischer Theologe
- Joachim Harms (* 1932), Politiker (SPD)
- Helmut Pittermann (1932–2023), Kunstradfahrer, 1. Präsident des Radsportverbandes von MV
- Christian Bausch (1933–2014), schwedischer Diplomat
- Jürgen Hebert (1933–2008), evangelisch-lutherischer Geistlicher, Autor und Herausgeber
- Werner Völschow (1933–2018), Sänger, Kulturwissenschaftler und Rezitator
- Christian von Hammerstein (1933–2019), Verwaltungsjurist und Ministerialrat
- Klaus-Jürgen Baarß (1934–2017), Autor, Militärwissenschaftler und ehem. Generalleutnant der Nationalen Volksarmee der DDR
- Wolf-Dieter Dube (1934–2015), Kunsthistoriker
- Christine Gloger (1934–2019), Schauspielerin
- Peter Poschwatta (1934–2019), Brigadegeneral
- Joachim Wiebering (1934–2019), Landessuperintendent
- Christa Grasmeyer (* 1935), Schriftstellerin
- Peter Köhncke (* 1935), Schauspieler
- Gisela Röder (1936–2016), Gebrauchsgrafikerin und Buchillustratorin
- Gerhard Bosinski (* 1937), Prähistoriker und Archäologe
- Horst Prignitz (* 1937), Schriftsteller
- Horst Rehberg (1937–2018), Schauspieler
- Dieter Zander (* 1937), Architekt, Landeskonservator von Mecklenburg-Vorpommern
- Frank Brabant (* 1938), Kunstsammler und Mäzen
- Axel Dehlsen (1938–2021), Gebrauchsgrafiker
- Werner Grote (1938–2025), Humangenetiker und Hochschullehrer[2]
- Friedrich-Wilhelm Junge (1938–2025), Theaterschauspieler
- Hans Jochim Schmidt (* 1938), Pädagoge, Hochschullehrer, Hörbuchsprecher und Verleger
- Axel Dehlsen (1938–2021), Gebrauchsgrafiker
- Carl-Albrecht von Treuenfels (1938–2021), Buchautor, Fotograf, Publizist und Naturschützer
- Marianne Ehrler (1939–1984), Textilgestalterin
- Wilfried Homuth (* 1940), Maler und Grafiker
- Manfred Schneider (* 1941), Ruderer, Bronzemedaillen-Gewinner bei Olympia
- Helga Schultz (1941–2016), Historikerin
- Klaus Apel (1942–2017), Zellbiologe und Professor an der ETH Zürich
- Verena Keller (* 1942), Opernsängerin und Hochschullehrerin
- Horst Nizze (* 1942), Pathologe in Rostock
- Christine Brinck (* 1943), Journalistin, Autorin und Übersetzerin
- Hans-Joachim Bruhn (* 1943), Maler und Grafiker
- Christoph Eggers (* 1943), Chirurg in Hamburg
- Wolfgang Engel (1943–2025), Theaterregisseur
- Hartwig Hamer (* 1943), Maler und Grafiker
- Heiko Lietz (* 1943), Politiker (Neues Forum, Bündnis 90/Die Grünen)
- Kerstin Sanders-Dornseif (* 1943), Synchronsprecherin und Theaterschauspielerin
- Carl-Christian Schmidt (* 1943), evangelischer Theologe
- Wolfgang „Brauni“ Braun (* 1944), Handballspieler
- Karin Flaake (* 1944), Soziologin
- Barbara Hennings (* 1944), Filmeditorin und Honorarprofessorin der Internationalen Filmschule Köln
- Monika Paetow (1944–2018), Redakteurin
- Peter Panzner (* 1944), Maler und Grafiker
- Matthias Jaeger (1945–2014), Maler und Grafiker
- Eckhard Lobsien (* 1945), Anglist
- Detlef Pirsig (1945–2019), Fußballspieler und -trainer
- Wolfgang Remer (1945–2021), Sportfunktionär
- Gabriele Hinzmann (* 1947), Leichtathletin
- Max Reinhard Jaehn (* 1948), Arzt, Organist und Orgelforscher
- Sebastian Kleinschmidt (* 1948), Redakteur und Publizist
- Georg Diederich (* 1949), Chemiker und Politiker (CDU)
- Gabriele Kotte (1949–2023), Drehbuchautorin und Dramaturgin
- André Brie (* 1950), Politiker (Die Linke)
- Gert Klotzek (* 1950), Schauspieler, Autor, Regisseur, Hörspiel- und Synchronsprecher
- Wolf-Rüdiger Netz (* 1950), Fußballspieler

#### 1951–1975

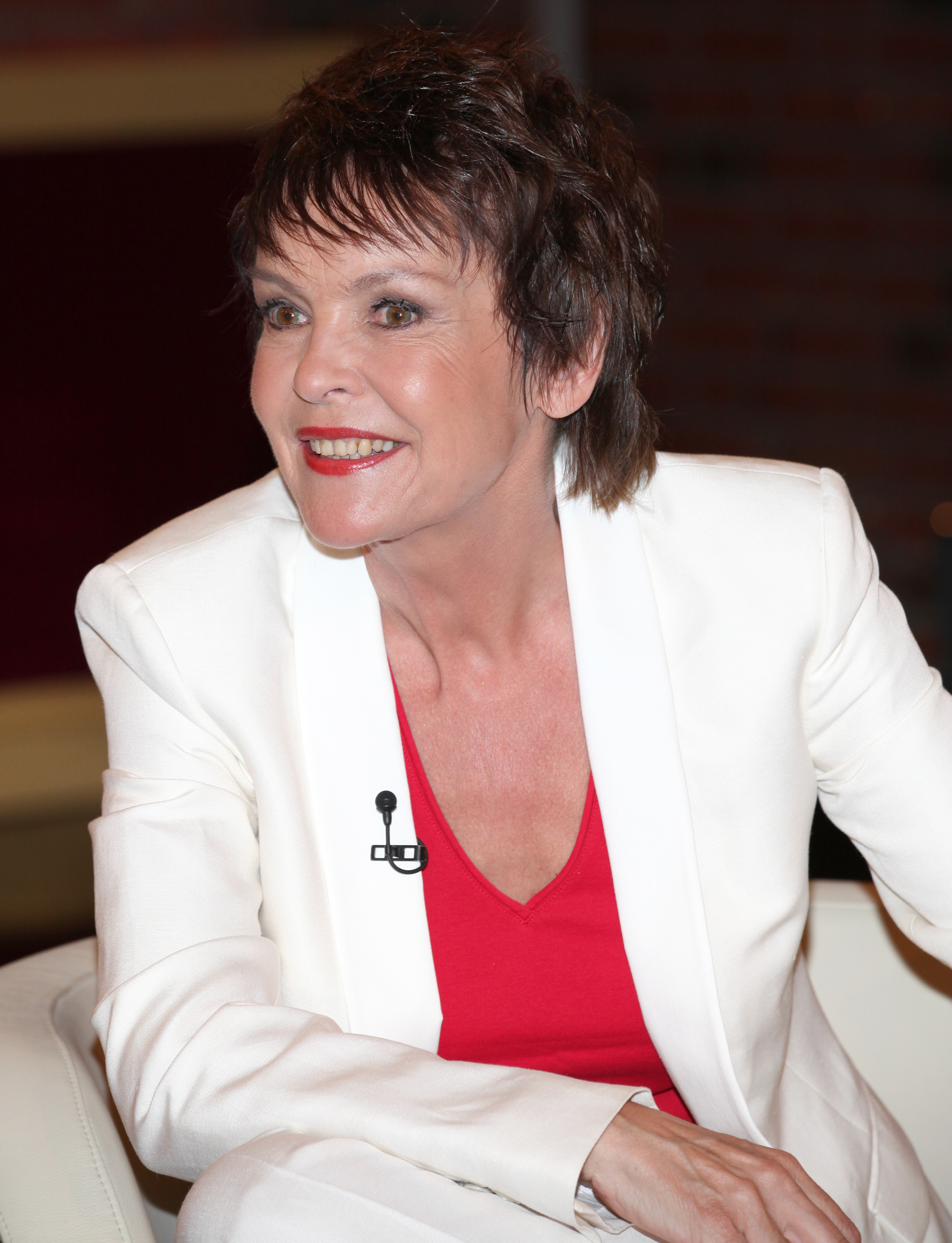
Katrin Sass (* 1956)

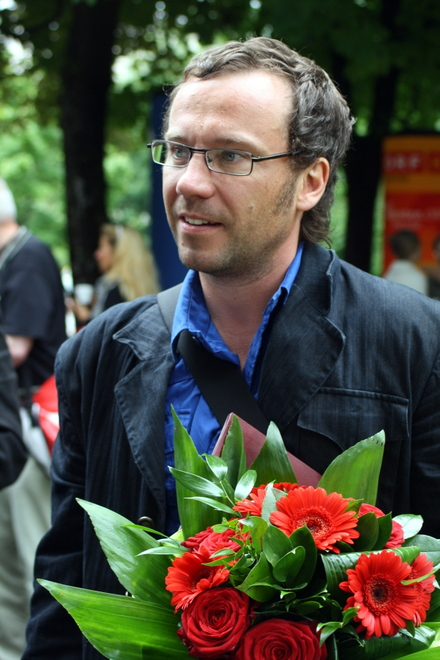
Gregor Sander (* 1968)

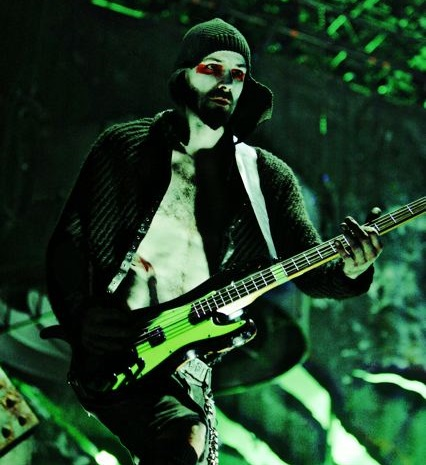
Oliver Riedel (* 1971)

- Helga Offen (1951–2020), Volleyballspielerin
- Gabriele Bauer (* 1952), Politikerin und Oberbürgermeisterin
- Christiane Baumann (* 1952), Krimiautorin
- Jürgen Ciezki (1952–2021), Gewichtheber
- Angela Fensch (* 1952), Model, Mannequin und Fotografin
- Dietmar Lahaine (* 1952), Schauspieler
- Bärbel Nehring-Kleedehn (1952–2022), Politikerin (CDU)
- Hartmut Schreier (* 1952), Schauspieler
- Michael Wolfgramm (* 1953), Ruderer
- Michael Brie (* 1954), Philosoph
- Anke Westendorf (* 1954), Volleyballspielerin
- Erhard Brunn (* 1956), Historiker und Berater für Interkulturelle Kooperationen
- Justus Carrière (* 1956), Schauspieler
- Reginald Hanke (* 1956), Politiker (FDP)
- Detlef Kübeck (* 1956), Leichtathlet
- Katrin Sass (* 1956), Theater-, Film- und Fernsehschauspielerin
- Hans-Ulrich Grünberg (* 1956), Schachspieler
- Heidrun Bartholomäus (* 1957), Schauspielerin
- Norbert Bleisch (* 1957), Schriftsteller und Filmregisseur
- Thomas Harms (* 1957), Schauspieler
- Sonja Voß-Scharfenberg (* 1957), Schriftstellerin
- Anne Sewcz (* 1958), Bildhauerin
- Heidrun Bluhm (* 1958), Politikerin (Die Linke)
- Ronald Redmer (* 1958), Physiker und Hochschullehrer
- Bernd-Uwe Reppenhagen (* 1959), Schauspieler
- Frank Zimmermann (* 1959), Architekt
- Petra Uhlmann (* 1960), Politikerin (CDU)
- Kathleen Wermke (* 1960), Biologin
- Andrea Pollack (1961–2019), Schwimmsportlerin
- Silke Gajek (* 1962), Politikerin (Die Grünen)
- Jörg Prophet (* 1962), Unternehmer und Politiker (AfD)
- Henry Tesch (* 1962), Politiker (CDU) und Lehrer
- Brit Gülland (* 1963), Schauspielerin
- Frank Vogel (* 1963), Fußballspieler
- Carola Voß (* 1963), politische Beamtin
- Torsten Bréchôt (* 1964), Judoka
- Peter Sanftleben (* 1965), politischer Beamter
- Burkhard Bley (* 1966), Landesbeauftragter für Mecklenburg-Vorpommern für die Aufarbeitung der SED-Diktatur
- Maik Handschke (* 1966), Handballspieler und -trainer
- Ulrike Peter (* 1966), Numismatikerin
- Jean Baruth (* 1967), Handballspieler
- Susanne Bliemel (* 1968), Lehrerin, Radiomoderatorin und niederdeutsche Autorin
- Gregor Sander (* 1968), Schriftsteller und Dichter
- Matthias Stammann (* 1968), Fußballspieler
- Uli Gaulke (* 1968), Regisseur und Autor
- David Petersen (* 1968), Fagottist
- Falk Schettler (* 1968), Künstler, Journalist, Unternehmer
- Petra Federau (* 1969), Politikerin (AfD)
- Birgit Gärtner (* 1969), Rechtswissenschaftlerin und politische Beamte
- Maik Schumacher (* 1969), Radsportler
- Heike Balck (* 1970), Leichtathletin
- Michael Bischoff (* 1970), Kunsthistoriker
- Leif-Erik Holm (* 1970), Politiker (AfD)
- Dirk Stammann (* 1970), Fußballspieler
- Matthias Bäcker (* 1971), Oboist und Hochschullehrer
- Jördis Hollnagel (* 1971), Kinderdarstellerin und Politikerin (Volt)
- Oliver Riedel (* 1971), Rockmusiker
- René Schneider (* 1973), Fußballspieler
- Sylvia Roll (* 1973), Volleyballspielerin
- Klaus Lederer (* 1974), Politiker (Die Linke)
- Marco Liefke (* 1974), Volleyballspieler
- Alexander Ladig (* 1974), Handballspieler
- Steffen Busse (* 1975), Volleyballspieler und -trainer
- Birger Gröning (* 1975), Politiker, Mitglied des Thüringer Landtags
- Enrico Lübbe (* 1975), Theaterregisseur
- Tom Michael Scheidung (* 1975), Jurist und politischer Beamter (Die Linke)

#### 1976–2000

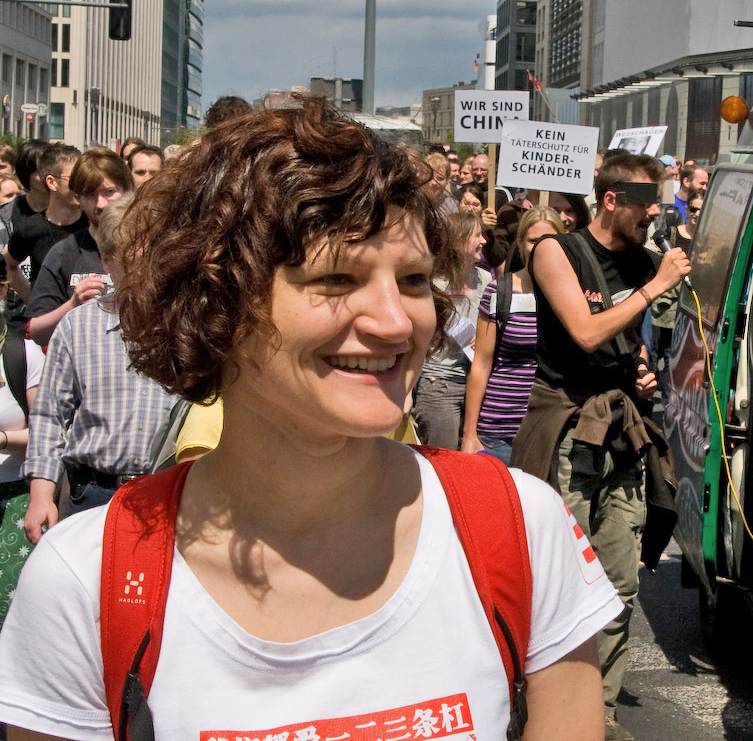
Franziska Heine (* 1979)

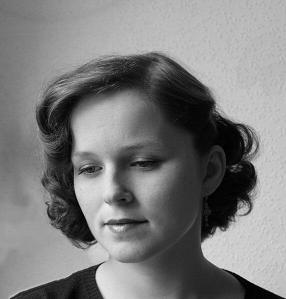
Stefanie Dahle (* 1981)

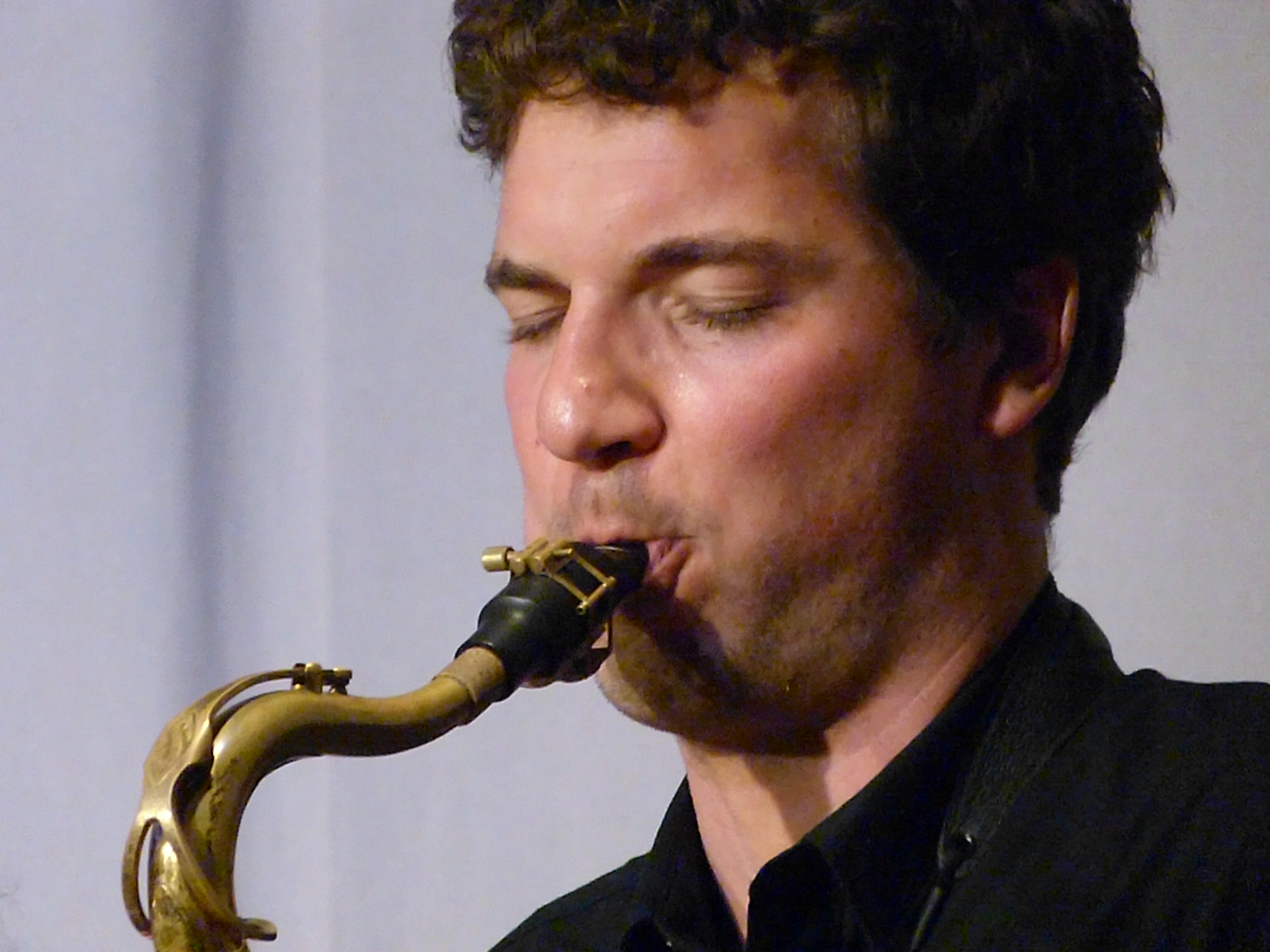
Christoph Möckel (* 1986)

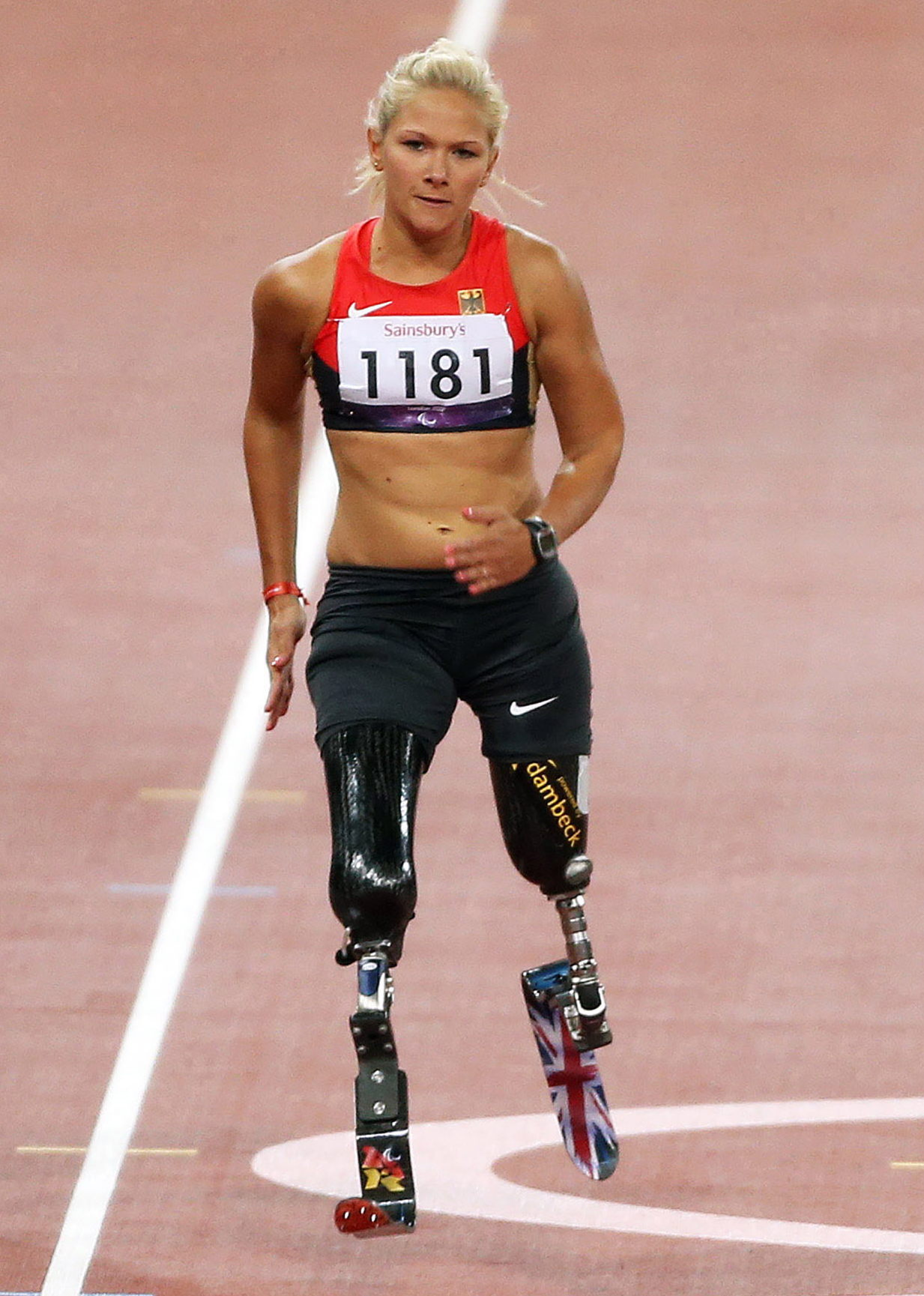
Vanessa Low (* 1990)

- Hanka Pachale (* 1976), Volleyballspielerin
- Nadine Beckel (* 1977), Leichtathletin
- Markus Harm (* 1977), Journalist und Investigativreporter
- Sebastian Messal (* 1977), Prähistorischer Archäologe
- Maik Priebe (* 1977), Theaterregisseur
- Robert Sens (* 1977), Ruderer und Rudertrainer
- Babett Konau (* 1978), Fotomodell, Schönheitskönigin und Schauspielerin
- Stephanie Lüning (* 1978), zeitgenössische Künstlerin
- Annett Möller (* 1978), Nachrichtensprecherin und Moderatorin
- Marlen Ulonska (* 1978), Schauspielerin
- Marcel Bohnert (* 1979), Soldat und Autor
- Franziska Heine (* 1979), Initiatorin einer Online-Petition gegen Internetsperren
- Maja Pachale (* 1979), Volleyballspielerin
- Patricia Thormann (* 1979), Volleyballspielerin
- Bert Tischendorf (* 1979), Schauspieler
- Melanie Wald-Fuhrmann (* 1979), Musikwissenschaftlerin und Co-Direktorin am Max-Planck-Institut für empirische Ästhetik
- Bastian Dankert (* 1980), Fußballschiedsrichter
- Andreas Drost (* 1980), Synchronregisseur, Dialogbuchautor, Diplom-Tonmeister, Synchronsprecher und Servicedienstleister
- Lars Grübler (* 1980), Basketballspieler
- Cathrin Schlüter (* 1980), Volleyballspielerin
- Stefanie Dahle (* 1981), Autorin und Illustratorin für Kinderbücher
- Annika Danckert (* 1981), Basketballnationalspielerin
- Anja Gräfenstein, geb. Boche (* 1981), Schauspielerin und Sprecherin
- Sebastian Neufeld (* 1981), Volleyballspieler
- Steffi Pulz-Debler, geb. Pulz (* 1981), Politikerin (Die Linke)
- Stefan Schröder (* 1981), Handballspieler und -trainer
- Martina Strutz (* 1981), Leichtathletin
- Frank Wahl (* 1981), Handballspieler
- Steve Benthin (* 1982), IFBB-Profi-Bodybuilder
- Tabea Bettin (* 1982), Theater- und Filmschauspielerin
- Sebastian Ehlers (* 1982), Politikwissenschaftler und Politiker (CDU)
- Christoph Eichbaum (* 1982), Volleyballspieler
- Doreen Engel (* 1982), Volleyballspielerin
- Anne Panther (* 1982), Basketballschiedsrichterin
- Sebastian Leipold (* 1983), Volleyballtrainer
- Philipp Naruhn (* 1983), Ruderer
- Christopher Scheffelmeier (* 1983), Radio- und Fernsehmoderator
- Anika Schulz (* 1983), Volleyballspielerin
- Felix Koslowski (* 1984), Volleyballtrainer
- Robert Kromm (* 1984), Volleyballspieler
- Sophia Maeno (* 1984), Opernsängerin (Mezzosopran)
- Mathias Schultz (* 1984), Motorrad-Speedwayrennfahrer
- Kathleen Weiß (* 1984), Volleyballspielerin
- Franziska Goltz (* 1985), Seglerin in der Laser-Radial-Klasse
- Anni Wendler (* 1985), Schauspielerin und Model
- Claudia Bimberg (* 1986), Volleyballspielerin
- Peter Jänisch, geb. Motzkus (* 1986), Komponist und Musikwissenschaftler
- Christoph Möckel (* 1986), Jazzmusiker
- Robert Müller (* 1986), Fußballspieler
- Christoph Schwarz (* 1986), Volleyballspieler
- Daniel Finkenstein (* 1987), Handballspieler
- Julia Retzlaff (* 1987), Volleyballspielerin
- Daniel Wessig (* 1988), Handballspieler
- Christian Zufelde (* 1988), Handballspieler
- Julia Gräfner (* 1989), Schauspielerin
- Ronja Peters (* 1989), Schauspielerin und Synchronsprecherin
- Daniel Rackwitz (* 1989), Radrennfahrer
- Anne Rieckhof (* 1989), Schauspielerin
- Torben Schmidtke (* 1989), Schwimmer und Sportler der deutschen paralympischen Nationalmannschaft
- Saskia Weisheitel (* 1989), Handballspielerin
- Stephan Gusche (* 1990), Fußballspieler
- Vanessa Low (* 1990), deutsch-australische Leichtathletin im Behindertensport
- Bastian Steppin (* 1990), Volleyballspieler
- Oliver Tom Köster (* 1991), Fantasy- und Kinderbuchautor
- Joana Gallas (* 1992), Volleyballspielerin
- Tanja Joachim (* 1992), Volleyballspielerin
- Peter Kretschmer (* 1992), Kanute
- Tom Strohbach (* 1992), Volleyballspieler
- Tom Skroblien (* 1993), Handballspieler
- Jan-Eric Meier (* 1994), Schauspieler
- Lisa Stein (* 1994), Volleyballspielerin
- Lukas Scherff (* 1996), Fußballspieler
- Linus Skroblien (* 1997), Handballspieler
- Alexander Wertmann (* 1997), Schauspieler
- Gina Köppen (* 1998), Volleyballspielerin

### 21. Jahrhundert
- Dilla, geb. Amadea Ackermann (* 2001), Sängerin und Songwriterin
- Tillman Leu (* 2001), Handballspieler
- Theresia Crone (* 2002), Aktivistin und Kolumnistin

## Personen, die mit der Stadt in Verbindung stehen oder standen

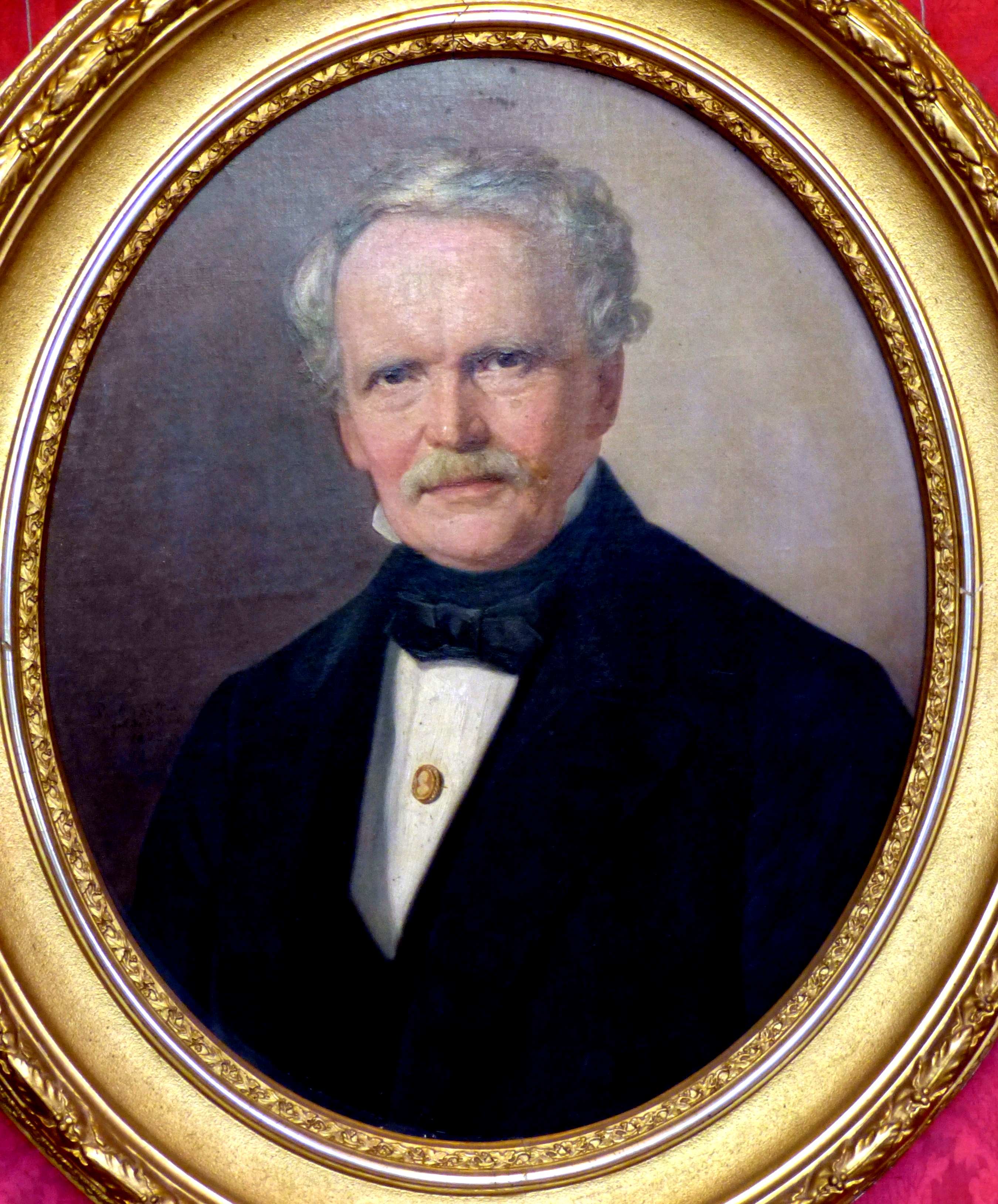
Georg Adolf Demmler (1804–1886), erschuf viele Bauten, die das Stadtbild Schwerins bis heute prägen.

- Albert Lüders, latinisiert Albertus Luderus (um 1627–1675), evangelischer Pfarrer, wohnte in Schwerin und wurde dort nach einem Todesurteil erwürgt und verbrannt[3]
- Nicolaus Steno (1638–1686), katholischer Priester, Arzt, Geologe, verbrachte sein letztes Lebensjahr als Pfarrer in Schwerin und verstarb dort
- Johann Peter Schmidt (1708–1790), Minister
- Adolf Karl Kunzen (1720–1781), Komponist
- Johann David Wilhelm Sachse (1772–1860), Geheimer Medizinalrat, Hof- und Leibarzt am Hof in Schwerin
- Carl Heinrich Wünsch (1779–1855), Architekt und Baumeister, verstarb in Schwerin
- Georg Adolf Demmler (1804–1886), Architekt, verstarb in Schwerin
- Samuel Holdheim, (1806–1860), Mecklenburg-Schwerinscher Landesrabbiner, Vertreter des Reformjudentums
- Friedrich Wilhelm Kücken (1810–1882), Komponist, verstarb in Schwerin
- Carl Georg Gustav Wüstney (1810–1883), Naturwissenschaftler, 1845 „Verzeichnis der um Schwerin wild wachsenden phanerogamischen Pflanzen“
- Friedrich von Flotow (1812–1883), Komponist
- Alfred von Rauch (1824–1900), Generalmajor und Kommandeur der Großherzoglich Mecklenburgischen 17. Kavalleriebrigade in Schwerin (wie dann auch sein Sohn Friedrich) von 1870 bis 1875, später General der Kavallerie und Generaladjutant der Deutschen Kaiser
- Bernhard Giseke (1823–1876), Direktor der Realschule in Schwerin
- Ida Masius (1824–1897), Gründerin  und Vorstand des Augustenstift und des ersten Kinderkrankenhauses in Schwerin (ab 1883 Anna-Hospital)
- Friedrich Wilhelm von Rauch (1827–1907), lebte als pensionierter Generalleutnant in Schwerin, zuvor Kommandeur der 14. Kavalleriebrigade in Düsseldorf
- Carl Wüstnei (1843–1902), Ornithologe und Graphiker, Verfasser des Buchs Die Vögel der Großherzogthümer Mecklenburg
- August Reckling (1843–1922), Militärmusiker und Komponist, Großherzoglich Mecklenburgischer Musikdirektor
- Guido von Usedom (1854–1925), der Admiral der Kaiserlichen deutschen Marine und Oberwerftdirektor der Kaiserlichen Werft in Kiel verlebte seinen Lebensabend in Schwerin und verstarb hier
- Friedrich von Rauch (1855–1935), Generalmajor und Kommandeur der 17. Großherzoglich Mecklenburgischen Kavalleriebrigade in Schwerin (wie sein Vater Alfred) von 1903 bis 1906, später General der Kavallerie und Chef der 1. Kavallerieinspektion in Königsberg/Pr.
- Max Buchholz (1856–1938), Bildhauer und Gewerbelehrer, lebte und arbeitete etwa 60 Jahre in Schwerin
- Axel Wilhelmi (1857–1928), Mediziner, Kreisphysikus und Sachbuchautor
- Bertha Schmieth (1860–1940), Porträt- und Landschaftsmalerin
- Marie Margarete Behrens (1883–1958), Scherenschnittkünstlerin, Illustratorin und Bilderbuchautorin, verstarb in Schwerin
- Hans Oster (1887–1945), Generalmajor und Widerstandskämpfer vom 20. Juli 1944, 1927–1929 Stabsoffizier im 2. (Preußischen) Artillerieregiment in Schwerin
- Richard Spethmann (1891–1960), Theaterschauspieler, niederdeutscher Schriftsteller, Leiter der Fritz-Reuter-Bühne
- Marianne Grunthal (1896–1945), Lehrerin und NS-Opfer, von Nationalsozialisten ermordet in Schwerin
- Werner de Boor (1899–1976), evangelisch-lutherischer Theologe
- Karl Brumm (1902–1965), SS-Hauptscharführer und NS-Sonderrichter in Schwerin
- Franz Höppner (1905–1989), Politiker, Direktor des Staatsarchivs Schwerin
- Luise Höppner (1907–1999), Parteifunktionärin, Redakteurin der Zeitung „Das freie Wort“
- Ann-Charlott Settgast (-Brockmüller) (1921–1988), Schriftstellerin
- August Martin Hoffmann (1924–1985), Bildhauer, schuf zahlreiche Schweriner Plastiken im öffentlichen Raum
- Heinrich Handorf (1925–2022), Architekt, projektierte unter anderen das erste Hochhaus in Schwerin
- Kurt Masur (1927–2015), von 1958 bis 1960 Chefdirigent der Mecklenburgischen Staatskapelle Schwerin
- Karlheinz Effenberger (1928–2009), Maler und Grafiker
- Gerhard Floß (1932–2009), Maler und Grafiker
- Erich Bahner (* 1933), Nationalspieler und Cheftrainer des SC Traktor Schwerin
- Gerhard Kohse (1933–2022), Sportjournalist
- Lore Tappe (1934–2014), Schauspielerin, von 1966 bis 1999 Ensemblemitglied des Mecklenburgischen Staatstheaters Schwerin
- Horst Holinski (* 1936)
- Hannes Meier (1936–1990), Maler und Grafiker
- Manfred Brümmer (1947–2021), Niederdeutscher Autor, Dramaturg, Schauspieler und Direktor der Fritz-Reuter-Bühne
- Margrit Wischnewski (* 1948), Pädagogin, Puppenspielerin und Puppengestalterin
- Alfons Rissberger (* 1948), Unternehmer, Autor und Gründer der Initiative D21
- Brigitte Peters (1949–2025) (Geburtsort unbekannt), Schauspielerin und Hörspielsprecherin. Sie war 42 Jahre lang festes Mitglied am Mecklenburgischen Staatstheater Schwerin
- Jürgen Gerner (* 1952), Eisenbahningenieur, Namenforscher und Grafiker
- Sabine Bock (* 1954), Architekturhistorikerin, Denkmalpflegerin und Hochschullehrerin
- Wolfgang Schmülling (* 1955), deutscher politischer Beamter (SPD), von 2002 bis 2007 Zweiter Stellvertreter des Oberbürgermeisters von Schwerin
- Sibylle Scriba (* 1955), deutsche Mikrobiologin, Ministerial- und parteilose politische Beamtin
- Dirk Schäfer (* 1961), deutscher Boxer des SC Traktor Schwerin und zweimaliger DDR-Meister (1980 und 1981). Seit 1985 Straßenmusiker Schwerins
- Till Lindemann (* 1963), Frontsänger und Textdichter der Rockband Rammstein[4]
- Ute Steppin (* 1965), Volleyball-Nationalspielerin
- Richard Kruspe (* 1967), Leadgitarrist der Rockband Rammstein
- Tobias Kruse (* 1979), Fotograf, Mitglied der Agentur Ostkreuz
- Benjamin Piel (* 1984), Journalist und Träger des Theodor-Wolff-Preises, volontierte bei der Schweriner Volkszeitung
- Denise Hanke (* 1989), Volleyball-Nationalspielerin
- Slata Roschal (* 1992), Schriftstellerin und Literaturwissenschaftlerin